# Iljinskoje (Kaliningrad)
Iljinskoje (russisch Ильинское; deutsch Kassuben) ist eine Siedlung in der Oblast Kaliningrad. Sie gehört zur kommunalen Selbstverwaltungseinheit Stadtkreis Nesterow im Rajon Nesterow.

## Geographische Lage
Iljinskoje liegt 14 Kilometer südwestlich der Rajonstadt Nesterow (Stallupönen/Ebenrode) an der Kommunalstraße 27K-058 von Nesterow nach Tschistyje Prudy (Tollmingkehmen/Tollmingen). Bis in die 1970er Jahre war Iljinskoje-Nowoje Bahnstation an der Bahnstrecke Gołdap–Nesterow, die nach 1945 nur noch im russischen Abschnitt betrieben wurde und dann eingestellt wurde.

## Geschichte
Bis 1945 gehörte der Gutsbezirk (ab 1928 Landgemeinde) Kassuben zum Kreis Stallupönen (1938–1945 Kreis Ebenrode) im Regierungsbezirk Gumbinnen in der preußischen Provinz Ostpreußen.
1945 kam Kassuben in Folge des Zweiten Weltkriegs zur Sowjetunion. 1947 erhielt der Ort die russische Bezeichnung Iljinskoje und wurde gleichzeitig dem Dorfsowjet Repinski selski Sowet (Egglenischken/Tannenmühl) im Rajon Nesterow zugeordnet. 1954 gelangte der Ort in den Kalininski selski Sowet. Von 2008 bis 2018 gehörte Iljinskoje zur Landgemeinde Tschistoprudnenskoje selskoe posselenije und seither zum Stadtkreis Nesterow.

### Einwohnerentwicklung
| Jahr | Einwohner |
| ---- | --------- |
| 1910 | 225       |
| 1933 | 241       |
| 1939 | 243       |
| 2002 | 174       |
| 2010 | 161       |

### Amtsbezirk Kassuben
Am 24. Juni 1874 wurde der Amtsbezirk Kassuben (anfangs Cassuben) aus elf Landgemeinden und einem Gutsbezirk gebildet:
| Name (bis 1938)   | Name (1938–1945) | Bemerkungen                                                                |
| ----------------- | ---------------- | -------------------------------------------------------------------------- |
| Landgemeinden:    |                  |                                                                            |
| Antsodehnen       | Almen            |                                                                            |
| Augusten          | –                | 1928 nach Disselwethen (1938–1946 Disselberg) eingemeindet                 |
| Baubeln           | Windberge        |                                                                            |
| Groß Lengmeschken | Lengen           | russisch: Saretschnoje                                                     |
| Karklienen        | Hügeldorf        |                                                                            |
| Kickwieden        | Kickwieden       |                                                                            |
| Kinderlauken      | Kinderfelde      |                                                                            |
| Leegen            | Leegen           | russisch: Snamenka                                                         |
| Paadern           | –                | 1928 in die neue Landgemeinde Kassuben eingemeindet                        |
| Swainen           | –                | 1928 in die neue Landgemeinde Kassuben eingemeindet                        |
| Wohren            | Wohren           |                                                                            |
| Gutsbezirk:       |                  |                                                                            |
| Kassuben          | –                | 1928 in die neue Landgemeinde Kassuben, russisch: Iljinskoje, eingemeindet |

Am 30. September 1928 wurde die neugebildete Landgemeinde Disselwethen (1938–1945 Disselberg) in den Amtsbezirk Kassuben eingegliedert, jedoch nur bis zum 5. Mai 1932, als sie in den Amtsbezirk Schakummen umgegliedert wurde. Am 3. Juni 1938 erfolgte die germanisierende Umbenennung von fünf Amtsbezirksgemeinden. Bis 1945 dann gehörten dann noch sieben verbleibende Gemeinden zum Amtsbezirk, von denen lediglich noch zwei als Siedlungen existieren.

## Kirche

### Kirchengebäude
Die Kassubener Kirche war eine Stiftung der Kaiserin Auguste Viktoria aus dem Jahre 1901 anlässlich der Feierlichkeiten zum 200-jährigen Krönungsjubiläum der preußischen Könige. Die Kirche wurde zusammen mit dem Pfarrhaus für einen Baupreis von 106.000 Mark von Regierungsbaumeister Drabitius errichtet. 1908 wurde das Gotteshaus eingeweiht.
Von 1945 bis hinein in die 1970er Jahre diente die Kirche als Kulturhaus. Weil sein Sohn an diesem Ort verunglückte, ließ der damalige KPdSU-Parteisekretär die Kirche zerstören. Sie ist nur noch eine Ruine und dient weitgehend als Schutthalde.
An der Außenwand der Kirche war eine Stiftungstafel angebracht: Unter der Regierung Kaiser Wilhelms II. und dem Protektorate der Kaiserin Auguste Viktoris erbaut in dankbarer Erinnerung an die zweihundertjährige Jubelfeier des Königtums in Preußen mit Hilfe freiwilliger Beiträge aus allen Teilen der Provinz. 1701 / 1901. Im Einvernehmen mit der russischen Verwaltung wurde die Tafel abgenommen und zunächst in der Schule in Puschkino (Göritten) deponiert. Sie soll später einen Platz in einem noch zu gründenden Museum in Nesterow finden.

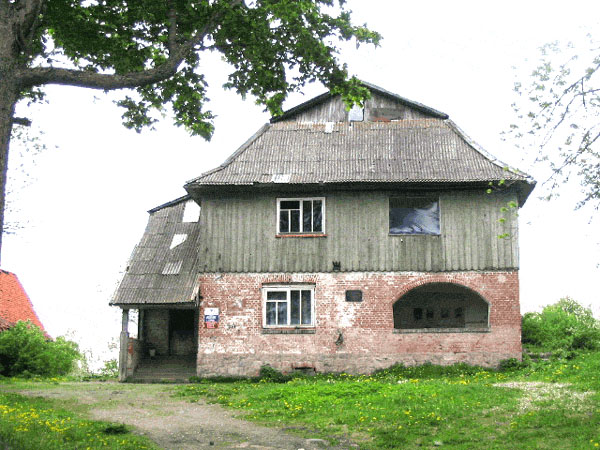
Das ehemalige Pfarrhaus in Iljinskoje (Kassuben) im Jahre 1993

Das der Kirche benachbarte Pfarrhaus befand sich bis 1998 äußerlich in einem akzeptablen Zustand und beherbergte die Post. Inzwischen macht das Gebäude einen recht verfallenen Eindruck.

### Kirchengemeinde
Bei überwiegend evangelischer Bevölkerung wurde 1895 das Kirchspiel Kassuben-Soginten errichtet. Es wurde bis 1903 von Mehlkehmen (1938–1945 Birkenmühle, russisch: Kalinino) versorgt. Danach war Kassuben Pfarramtssitz, dessen Tätigkeitsfeld sich derart vergrößerte, dass man 1912 Soginten in das Kirchspiel Enzuhnen (1938–1945 Rodebach, russisch: Tschkalowo) umgliederte. Kassuben war bis 1945 in den Kirchenkreis Stallupönen (1938–1945 Ebenrode, russisch: Nesterow) in der Kirchenprovinz Ostpreußen der Kirche der Altpreußischen Union eingegliedert.
Ab 1945 kam das kirchliche Leben in Ilinskoje völlig zum Erliegen. In den 1990er Jahren entstanden neue evangelische Gemeinden in den Nachbarorten Tschistyje Prudy und Kalinino, die zur Propstei Kaliningrad in der Evangelisch-Lutherischen Kirche Europäisches Russland gehören. Pfarrsitz ist jetzt Gussew.

### Pfarrer 1895–1945
Seit der Gründung des Kirchspiels Kassuben bis zur Vertreibung 1945 amtierten in Kassuben sechs Geistliche, die ab 1903 im neu errichteten Pfarrhaus wohnten:
- Martin E.J.G. Steinwender, 1895–1903
- Hermann Pilzecker, 1903–1924
- Eugen Bauer, 1925–1929
- Johannes Brandtner, 1930–1935
- Werner Robinski, 1937–1942
- Gerhard Salz, 1943–1945.